# José Villanueva
José Villanueva (n. 19 martie 1913, Manila, Filipine – d. 11 noiembrie 1983, Quezon City, Filipine) a fost un boxer ce a reprezentat Filipine, medaliat olimpic. A participat la o ediție a Jocurilor Olimpice (1932) în care a câștigat o medalie de bronz.

## Participări
Lista de mai jos prezintă principalele competiții la care a participat José Villanueva de-a lungul carierei.
- boxing at the 1932 Summer Olympics – bantamweight[*]